# José Devaca
José Ricardo Devaca Sánchez (Capiatá, 18 de Setembro de 1982) é um futebolista paraguaio que atualmente joga pelo Club Atlético Banfield da Argentina, atua como zagueiro, medalhista olímpico de prata. 

## Carreira
Devaca foi o autor do gol que eliminou a Seleção Brasileira do Pré-Olímpico do Chile em 2004. Em seguida nos Jogos Olímpicos de Verão de 2004, foi medalhista de prata.

## Títulos
Banfield
- Primera División Argentina: Apertura 2009